# Грибушин, Михаил Иванович
Михаил Иванович Грибушин (1832—1889) — российский предприниматель, меценат и общественный деятель, купец 1-й гильдии, почётный гражданин Кунгура, городской голова Кунгура в 1872—1876 годах.

## Биография
Михаил Иванович Грибушин родился 6 (18) сентября 1832 года в семье ремесленника. В возрасте 12 лет поступил на работу в фирму купца Алексея Семёновича Губкина. В 1856 году создал собственное предприятие по торговле чаем и сахаром. В Кунгуре ему принадлежали склады, амбары и развесочные, где производилась сортировка и упаковка чая. Торговые конторы Грибушина были открыты в Китае, Индии, на Цейлоне, в российских городах Перми, Уфе, Екатеринбурге, Вятке, в селе Топорнино, на Нижегородской, Ирбитской, Мензелинской, Бирской, Красноуфимской и Осинской ярмарках.
Активно занимался благотворительной деятельностью. Сделал значительные пожертвования на строительство колокольни и переустройство Успенского храма, строительство Малого гостиного двора, здания Общественной Зыряновской богадельни. В 1886 году Грибушин, совместно с Кириллом Хлебниковым, основал Михайло-Кирилловский сиропитательный дом — учреждание для воспитания бедных детей-сирот (название дома было образовано от имён основателей)
Михаил Иванович занимал в Кунгуре ряд общественных должностей: он был избран почётным мировым судьёй, городским и земским гласным, старостой Успенского храма, попечителем Общественной богадельни. В 1872—1876 гг он занимал пост городского головы Кунгура. За заслуги перед городом Грибушин был награждён тремя золотыми медалями на Станиславской, Андреевской и Владимирской лентах, а в 1885 году ему было присвоено звание «Почётный гражданин города Кунгура».
Михаил Иванович Грибушин умер 9 (21) ноября 1889 года и был похоронен в Кунгуре, в фамильном склепе под алтарём домовой церкви Сиропитательного дома. Семья Грибушиных была большой: четверо сыновей и пять дочерей. Его дело унаследовали и продолжили жена Антонина Ивановна и сыновья — Иннокентий, Сергей, Михаил и Николай. Вдова учредила и возглавила торговый дом «М. И. Грибушина наследники». Позднее управление фирмой перешло к сыну — Сергею Михайловичу Грибушину.
В 2002 году журналист Кальпиди Варвара Владиславовна (телекомпания «Авто ТВ») сняла документальный фильм «Грибушина наследники».